# أندريا مونتيانو
أندريا مونتيانو (بالرومانية: Andreea Munteanu)‏ هي لاعبة جمباز فني رومانية، ولدت في 29 مايو 1998 في Bustuchin ‏ في رومانيا.

## وصلات خارجية
- أندريا مونتيانو على موقع الاتحاد الدولي للجمباز (licence) (الإنجليزية)
- أندريا مونتيانو على موقع الاتحاد الدولي للجمباز (biography) (الإنجليزية)